# Andreas Draguhn
Andreas Draguhn (* 12. April 1961 in Wuppertal) ist ein deutscher Mediziner und Hochschullehrer am Universitätsklinikum Heidelberg der Ruprecht-Karls-Universität Heidelberg.

## Leben und Wirken
Draguhn studierte nach Abitur und Zivildienst ab 1981 Humanmedizin, Physik und Philosophie an der Universität Bonn. Sein Studium schloss er 1987 ab und widmete sich anschließend seiner Dissertation am Max-Planck-Institut für biophysikalische Chemie in Göttingen und dem Max-Planck-Institut für experimentelle Medizin. Unter Betreuung von Bert Sakmann wurde Draguhn 1990 mit der Arbeit Funktionelle Charakterisierung heterolog exprimierter GABAA-Rezeptoren: Beiträge zum Verständnis einer Genfamilie zum Dr. med. promoviert. Anschließend verbrachte er sein Praktisches Jahr am Städtischen Klinikum Remscheid. 1991 legte er sein Drittes Staatsexamen ab und wurde er vorläufig approbiert, 1993 folgte die Vollapprobation. 1992 wurde er wissenschaftlicher Assistent von Uwe Heinemann an der Universität zu Köln und wechselte mit diesem 1994 an die Charité. Dort habilitierte Draguhn sich 1999 und erhielt die Venia legendi für das Fach Physiologie. Seit 2002 ist Draguhn Inhaber des ordentlichen Lehrstuhls für Physiologie und Direktor am Institut für Physiologie und Pathophysiologie der Universität Heidelberg. Von 2012 bis 2013 war er, sowie seit 2016 ist er erneut Geschäftsführender Direktor dieses Instituts. Ab 1. Oktober 2018 war Draguhn Dekan der Heidelberger Medizinischen Fakultät. Im Zuge der Affäre um die Brustkrebs-Früherkennung per Bluttest der HeiScreen musste er im Juli 2019 jedoch frühzeitig zurücktreten.
Draguhns Forschungsschwerpunkte liegen vor allem in der Elektrophysiologie auf der Ebene von Zellen und neuronalen Netzwerken in vitro. Im Einzelnen liegen die Schwerpunkte vor allem in der Funktion GABAerger Synapsen, der Pathophysiologie und Pharmakologie der Epilepsie sowie den Mechanismen schneller Netzwerk-Oszillationen im Hippocampus.